# Ha arribat l'àguila
Ha arribat l'àguila (títol original en anglès: The Eagle Has Landed) és una pel·lícula britànica dirigida per John Sturges el 1976, adaptació de la novel·la homònima de Jack Higgins. Ha estat doblada al català.

## Argument
1943. Mussolini ha estat alliberat de la presó on havia estar empresonat per ordre de Victor-Emmanuel III, Adolf Hitler demana a l'almirall Canaris organitzar una operació semblant per treure Winston Churchill. L'almirall confia al coronel Radl per fer un estudi sobre aquest projecte, convençut que Hitler oblidarà aviat aquesta idea. Mentre Radl rep informacions d'un agent infiltrat a Anglaterra, Starling, li anuncia que el primer ministre passarà alguns dies en un poble de la costa anglesa. El coronel comença de seguida a reclutar un equip per portar a terme la missió, però Canaris l'atura en la seva empenta, suposant improbable l'èxit.
Radl és a continuació convocat pel Reichsführer Himmler, que li ordena concretar l'operació, i li dona instruccions del Führer que li permeten d'obtenir tota l'ajuda necessària. Radl comença per convèncer un membre de l'IRA, Liam Devlin, que ha ja efectuat missions amb el suport dels alemanys. A continuació el coronel s'ocupa de trobar tropes per passar a l'acció: s'interessa en el coronel dels Fallschirmjäger Kurt Steiner, que té diversos èxits al seu actiu en operacions delicades. Desgraciadament, Steiner i els seus homes estan llavors en una colònia penitenciària insular a Aurigny, després d'haver-se oposat a la deportació d'un convoi de jueus. Les instruccions del Führer permeten a Radl d'apropar els paracaigudistes, que s'ocupen de missions quasi-suicides sobre un llança-torpedes britànic capturat. Els homes, una quinzena, accepten la missió.

## Repartiment
- Michael Caine: tinent-coronel Kurt Steiner
- Donald Sutherland: Liam Devlin
- Robert Duvall: coronel Max Radl
- Tim Barlow: George Wilde
- Jenny Agutter: Molly Prior
- Donald Pleasence: Heinrich Himmler
- Anthony Quayle: almirall Wilhelm Canaris
- Jean Marsh: Joanna Grey
- Sven-Bertil Taube: capità von Neustadt
- John Standing: pare Verecker
- Judy Geeson: Pamela Verecker
- Michael Byrne: Karl
- Treat Williams: capità Clark
- Larry Hagman: coronel Pitts
- Wolf Kahler (No surt als crèdits): Hauptsturmführer Fleischer